# Omomyia melanderi
Omomyia melanderi är en tvåvingeart som beskrevs av Steyskal 1973. Omomyia melanderi ingår i släktet Omomyia och familjen Richardiidae.
Artens utbredningsområde är Kalifornien. Inga underarter finns listade i Catalogue of Life.